# Das erste Leben der Angela M.
Das erste Leben der Angela M. ist eine Biografie des Historikers Ralf Georg Reuth und des Journalisten Günther Lachmann über die deutsche Bundeskanzlerin Angela Merkel. Sie erschien im Mai 2013 im Piper Verlag. Das Buch stand 18 Wochen in der Spiegel-Bestsellerliste (Rubrik Hardcover Sachbücher) und erreichte in der ersten Woche Platz 4.

## Inhalt
Die beiden Autoren konzentrieren sich auf den ersten Teil von Merkels Leben, das sie in der DDR verbrachte. Sie interviewten viele Zeitzeugen und betrieben Archivrecherche. Die Autoren kommen zu dem Schluss, dass sie als Angehörige der Wissenschaftselite des Landes zielbewusst und systemkonform agierte und ihren politischen Ehrgeiz nicht erst in der Wendezeit entdeckte.

## Übersetzungen
Das Buch erschien 2013 in tschechischer (První život Angely M.) und 2014 in polnischer Sprache (Pierwsze życie Angeli M.).